# Сельское поселение Семёновское (Московская область)
Се́льское поселе́ние Семёновское — упразднённое муниципальное образование в Ступинском районе Московской области.
Административный центр — село Семёновское.

## География
Расположено в западной части Ступинского района. На севере граничит с городским округом Домодедово и городским поселением Михнево, на востоке — с городскими поселениями Малино, Жилёво и Ступино, на юге — с городским поселением Ступино, на западе — с сельским поселением Данковским Серпуховского района и сельским поселением Баранцевским Чеховского района. Площадь территории муниципального образования составляет 27 630 га.

## История
В состав сельского поселения входит 41 населённый пункт трёх упразднённых административно-территориальных единиц — Ивановского, Семёновского и Хатунского сельских округов.

## Население
| 2006  | 2007  | 2008  | 2009  | 2010  | 2011  |
| ----- | ----- | ----- | ----- | ----- | ----- |
| 4587  | ↗4842 | ↘4823 | ↘4794 | ↗5167 | ↗5181 |
| 2012  | 2013  | 2014  | 2015  | 2016  | 2017  |
| →5181 | ↗5192 | ↗5217 | ↗5234 | ↘5233 | ↗5239 |

## Состав сельского поселения
| №  | Населённый пункт | Тип населённого пункта       | Население |
| -- | ---------------- | ---------------------------- | --------- |
| 1  | Авдотьино        | деревня                      | ↘7        |
| 2  | Агарино          | деревня                      | ↗18       |
| 3  | Ананьино         | деревня                      | ↗19       |
| 4  | Антипино         | деревня                      | ↗18       |
| 5  | Бекетово         | деревня                      | ↗16       |
| 6  | Горки            | деревня                      | ↘13       |
| 7  | Гридьково        | деревня                      | ↘4        |
| 8  | Гридюкино        | деревня                      | ↗23       |
| 9  | Грызлово         | деревня                      | ↗34       |
| 10 | Дубечино         | деревня                      | ↘22       |
| 11 | Заворыкино       | деревня                      | ↗13       |
| 12 | Залуги           | деревня                      | ↗6        |
| 13 | Ивановское       | село                         | ↗1455     |
| 14 | Калянино         | деревня                      | ↘6        |
| 15 | Каменищи         | деревня                      | ↗19       |
| 16 | Канищево         | деревня                      | ↗14       |
| 17 | Колычево         | деревня                      | →5        |
| 18 | Кравцово         | деревня                      | ↗23       |
| 19 | Кубасово         | деревня                      | ↗34       |
| 20 | Лапино           | деревня                      | ↗64       |
| 21 | Макеево          | деревня                      | ↘4        |
| 22 | Мышенское        | село                         | ↘20       |
| 23 | Назарово         | деревня                      | ↘3        |
| 24 | Ольгино          | деревня                      | ↗4        |
| 25 | Ольховка         | деревня                      | ↘39       |
| 26 | Петрищево        | деревня                      | →2        |
| 27 | Полушкино        | деревня                      | ↗6        |
| 28 | Починки          | деревня                      | ↗13       |
| 29 | Привалово        | деревня                      | →0        |
| 30 | Протасово        | деревня                      | →7        |
| 31 | Прудно           | деревня                      | ↗58       |
| 32 | Семёновское      | село, административный центр | ↗2028     |
| 33 | Старокурово      | деревня                      | ↗62       |
| 34 | Сумароково       | деревня                      | ↘7        |
| 35 | Съяново          | деревня                      | ↗17       |
| 36 | Теняково         | деревня                      | ↘8        |
| 37 | Толбино          | деревня                      | ↗17       |
| 38 | Торбеево         | деревня                      | ↘52       |
| 39 | Хатунь           | село                         | ↗936      |
| 40 | Чирково          | деревня                      | ↗61       |
| 41 | Шелково          | деревня                      | →10       |

### Упразднённые населённые пункты
Постановлением Губернатора МО от 19 мая 2001 года деревня Мышенское-2 была включена в состав села Мышенское.

## Местное самоуправление
Глава сельского поселения — Урубков Василий Иванович.